# Bagdad (Arizona)
Bagdad es un lugar designado por el censo ubicado en el condado de Yavapai en el estado estadounidense de Arizona. En el Censo de 2010 tenía una población de 1876 habitantes y una densidad poblacional de 90,72 personas por km².

## Geografía
Bagdad se encuentra ubicado en las coordenadas 34°34′38″N 113°10′37″O / 34.57722, -113.17694. Según la Oficina del Censo de los Estados Unidos, Bagdad tiene una superficie total de 20.68 km², de la cual 20.68 km² corresponden a tierra firme y (0%) 0 km² es agua.

## Demografía
Según el censo de 2010, había 1.876 personas residiendo en Bagdad. La densidad de población era de 90,72 hab./km². De los 1.876 habitantes, Bagdad estaba compuesto por el 86.57% blancos, el 0.48% eran afroamericanos, el 3.04% eran amerindios, el 0.27% eran asiáticos, el 0.05% eran isleños del Pacífico, el 6.34% eran de otras razas y el 3.25% pertenecían a dos o más razas. Del total de la población el 24.41% eran hispanos o latinos de cualquier raza.